# Луконин, Николай Фёдорович
Николай Фёдорович Луконин (род. 3 марта 1928, станция Имам-Баба, Мервский район, Туркменская ССР) — советский инженер-электрик, государственный деятель, министр атомной энергетики СССР (1986—1989).

## Биография
В 1952 году окончил Одесский электротехнический институт связи по специальности инженер-электрик. Член КПСС с 1967 года.
- 1952—1961 гг. — на заводе Горно-химического комбината № 6 на должностях инженера, старшего инженера, заместителя начальника смены, начальника смены;
- 1961—1970 гг. — заместитель главного инженера, главный инженер комбината.
- 1970—1976 гг. — директор реакторного завода.
- 1976—1983 гг. — директор Ленинградской АЭС им. В. И. Ленина. Участвовал в пуске третьего и четвёртого энергоблоков атомной электростанции.
- 1983—1986 гг. — директор Игналинской АЭС.
- 1986—1989 гг. — министр атомной энергетики СССР. В качестве председателя государственной комиссии участвовал в приемке в эксплуатацию объекта «Укрытие» для 4-го блока Чернобыльской АЭС и пуске оставшихся трех блоков. В 1987—1989 годах являлся депутатом Совета Союза Верховного Совета СССР по округу № 286.

С июля 1989 года — персональный пенсионер союзного значения.

## Награды и звания
- Герой Социалистического Труда (1985).
- Награждён орденом Ленина, орденом Октябрьской Революции, двумя орденами Трудового Красного Знамени.
- Лауреат Ленинской премии (1965).

## Сочинения
- Луконин Н. Ф. На службе у атома. / Лит. запись Е. Козловой. — М.: ИздАт, 2013. — 208 с. — ISBN 978-5-86656-267-1.